# Børre Falkum-Hansen
Børre Erik Falkum-Hansen (* 13. August 1919 in Kristiania, heute Oslo; † 24. Juni 2006 ebenda) war ein norwegischer Segler.

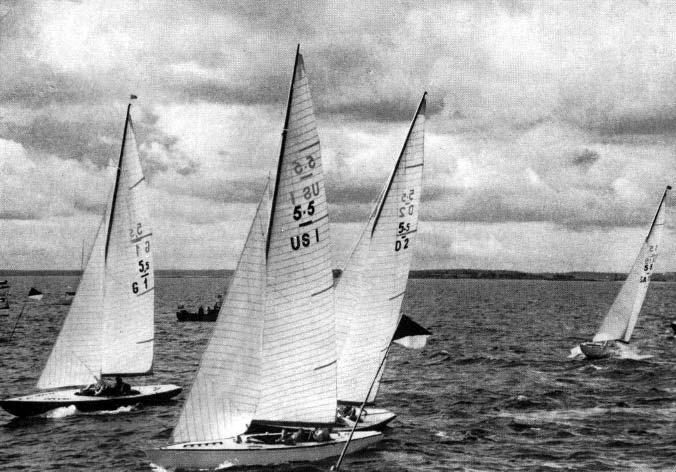
5,5mR bei den Olympischen Spielen 1952, Complex II vorne

## Erfolge
Børre Falkum-Hansen nahm an den Olympischen Spielen 1952 in Helsinki neben Vibeke Lunde als Crewmitglied von Skipper Peder Lunde senior in der 5,5-m-R-Klasse teil. In ihrem Boot Encore belegten sie mit 5325 Gesamtpunkten hinter dem US-amerikanischen Complex II (US I) und vor dem schwedischen Boot Hojwa den zweiten Platz, womit sie die Silbermedaille gewannen.
Sein Vater Halfdan Hansen war ebenfalls Segler und gewann 1912 eine olympische Goldmedaille in der 12-Meter-Klasse.